# Michael Vartan
Michael Vartan (Boulogne-Billancourt, Hauts-de-Seine, Francia; 27 de noviembre de 1968) es un actor de cine y televisión franco-estadounidense.

## Biografía
Se crio entre Francia y los Estados Unidos, es hijo de Eddie Vartan, un músico nacido en Bulgaria y con ascendencia armenia y húngara, y de Doris, una pintora y artista nacida en Polonia. Su tía es la célebre cantante de pop francesa Sylvie Vartan.
Los padres de Vartan se divorciaron cuando él tenía cinco años y él se fue a América con su madre. Visitaba frecuentemente a su padre en Francia hasta su época de instituto. A la edad de diecisiete años, Vartan se fue con su madre a Los Ángeles, diciendo que quería ser un artista, y así evitar realizar el servicio militar obligatorio requerido en Francia. En Los Ángeles, asistió a una escuela de interpretación después de que le dijeran que tenía talento como actor.

## Cine
Después de muchos papeles en película menores, Vartan tuvo papeles secundarios en películas principales, incluyendo Nunca me han besado (1999), Retrato de una obsesión (2002) y La madre del novio (2005) y la película de terror Rogue (2006).

## Televisión
Su más notable papel interpretado ha sido como Michael Vaughn en la serie estadounidense de televisión Alias (2001-2006).
Vartan también ha tenido apariciones como artista invitado en Friends (como el doctor Tim Burke, hijo del personaje de Tom Selleck), Ally McBeal (como Jonatan Basset) y, más recientemente, en Kitchen Confidential.
Michael protagonizó una serie propia coprotagonizada por Christopher Titus, Joshua Malina y Dylan McDermott llamada Big Shots. Big Shots es una especie de "Hombres Desesperados", donde cuatro hombres de negocios intentan equilibrar sus exitosas vidas laborales con sus menos ajetreadas vidas personales. De este modo, acostumbran a reunirse en el club de campo para discutir estrategias, contarse sus penas y cuchichear con los últimos cotilleos. Algunos la consideran como la versión masculina de Sex and the City. Debido a su baja audiencia, la serie fue cancelada luego de sólo once episodios emitidos.

## Vida privada
Se sabe bastante poco de la vida sentimental de este actor ya que es una persona muy discreta.
Se conoce que tuvo una relación de diez años con la productora de cine Shannon Gleason (hija del actor Paul Gleason), y que rompieron en 1998.
Más tarde, su última relación conocida fue con la también actriz y compañera de rodaje en Alias Jennifer Garner. Hicieron oficial su relación en marzo de 2003 aunque se sabía que salían juntos meses antes de su confirmación. La relación terminó en el verano de 2004. Desde ese momento, muchos han sido los rumores de posibles parejas que ha tenido, pero ninguna ha sido confirmada por el actor.
El 3 de abril de 2011 se casó con Lauren Skaar y se divorciaron en el 2014.

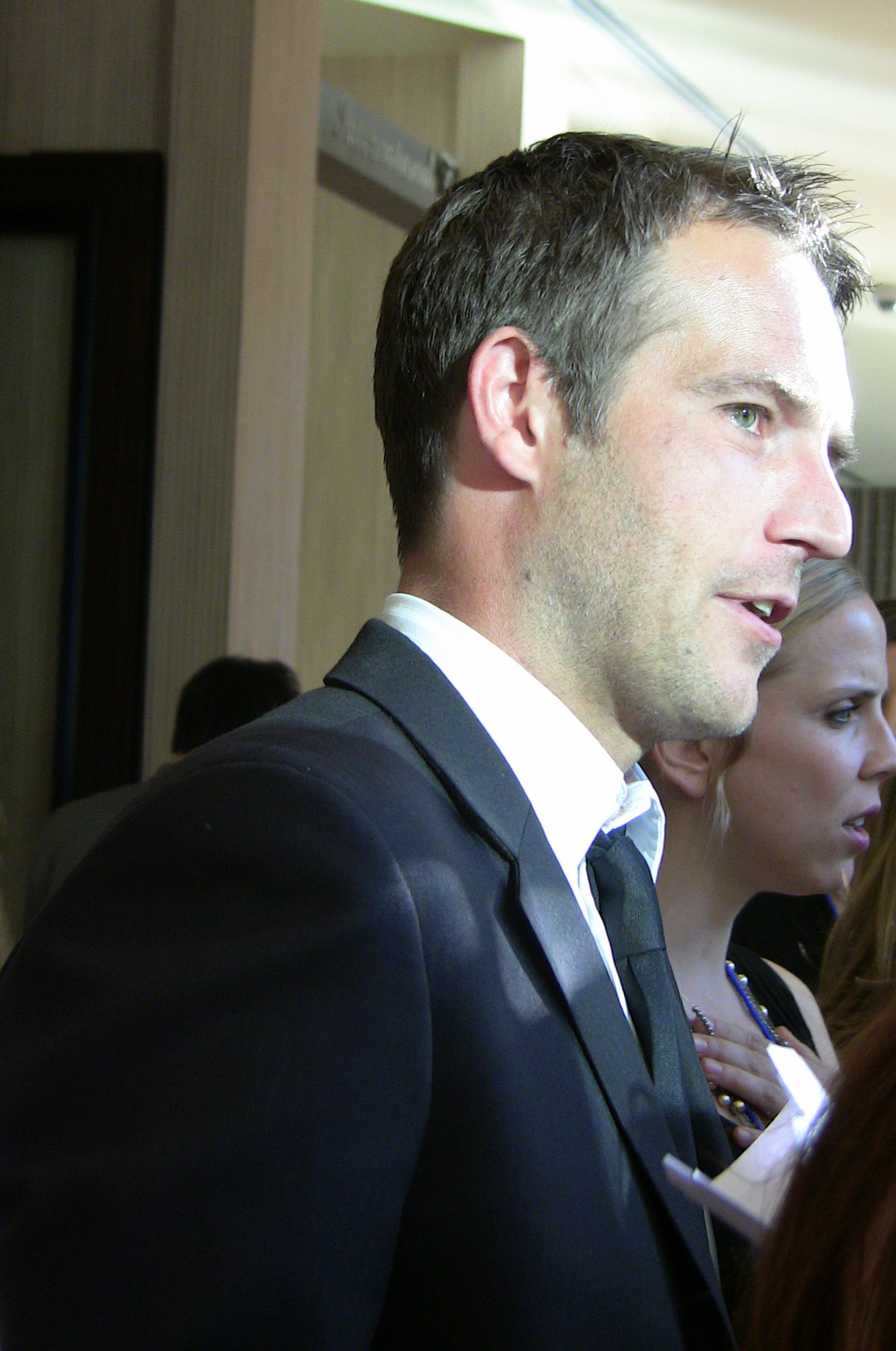
Vartan en los Genesis Awards en Beverly Hills, California el 28 de marzo de 2009.

## Filmografía
- Fiorile (1993 )
- To Wong Foo, Thanks for Everything! Julie Newmar (1995)
- Mi desconocido amigo (1996)
- Falso suicidio (1998)
- Never Been Kissed (1999)
- It Had to Be You (Tenías que ser tú) (2000)
- Algo casi perfecto (2000)
- The Mists of Avalon (2001)
- Alias (2001-2006)
- Retratos de una obsesión (2002)
- Monster-in-law (2005)
- Rogue (2006)
- Big Shots (2007)
- Jolene (2008)
- Demoted (2011)
- Colombiana (2011)